# Xiong Ai
Xiong Ai (chinois : 熊艾), est le second vicomte du Chu, un ancien État chinois. Il règne vers l'an 977 av. J.C, au début de la période de la dynastie Zhou. Il succède à son père Xiong Yi, qui avait été anobli par le roi Zhou Chengwang, et élevé au rang héréditaire de vicomte.

## Début du règne
Pendant le règne de Ai, le Chu continue de s'étendre rapidement, prenant le contrôle de larges pans du bassin de la rivière Han et des vallées centrales du Yangzi Jiang. Selon toute probabilité, c'est pendant son règne qu'éclate la guerre entre le Chu et la dynastie Zhou.

## Guerre avec la dynastie Zhou
En effet, après que ses prédécesseurs aient principalement sécurisé les frontières est, nord et ouest de l'empire Zhou, le roi Zhou Zhaowang tourne son attention vers le sud et se lance dans une importante entreprise militaire et coloniale dirigée vers le centre du bassin du Yangzi Jiang . Il est difficile de dire si cet intérêt pour le sud est lié à l'envie de sécuriser l'approvisionnement en métaux des Zhou en s'emparant des mines du bassin du Yangzi  , à l'espoir de s'enrichir par le pillage ou la volonté de soumettre un vassal en train de devenir trop puissant ; mais dans tous les cas, la guerre commence autour de l'an 961 av. J.-C.
Dans un premier temps, le sort des armes est favorable aux Zhou, qui soumettent les 26 États vassaux du Chu situés dans la vallée de la rivière Han   , et s'emparent de la capitale du Chu, près des monts Jing, prenant ainsi totalement le contrôle de la zone située à l'est du fleuve Han et au nord du Yangzi. Ils y construisent la forteresse de Lutaishan, qui leur sert de base politique et militaire dans la région. Mais Zhou Zhaowang hésite à conquérir complètement le Chu, ou n'en a pas les moyens militaires sur le moment, et arrête sa progression.
En 957 av. J.-C., Zhaowang lance sa deuxième campagne militaire contre le Chu, levant la moitié des forces royales de Zhou, qui sont organisées en "Six armées de l'Ouest" . Contrairement à la première, cette nouvelle attaque tourne rapidement au fiasco et les troupes des Zhou sont refoulées par celles du Chu. Alors que Zhaowang et ses soldats cherchent à se retirer de l'autre côté de la rivière Han, le pont qu'ils utilisent s'effondre, projetant à la fois le roi et le duc de Cai dans la rivière, où ils finissent tous les deux noyés   . Avec l’effondrement de ce pont, l’armée Zhou perd ses deux commandants les plus importants, et surtout sa seule voie de repli. Désorganisées et coupées du reste du royaume, les  "Six armées de l'Ouest" sombrent dans le chaos et sont détruites par les forces du Chu.

## Conséquences de la guerre et fin de règne
Malgré cette victoire, Xiong Ai se soumet de nouveau nominalement aux rois Zhou et s'abstient d'utiliser des titres royaux. En effet, comme il a réussi à renforcer l'autonomie du Chu et son contrôle sur la région moyenne du Yangzi, Ai ne voit aucun intérêt à défier ouvertement les monarques Zhou. 
Après la mort de Ai, c'est son fils, Xiong Dan, qui lui succède.